# モクザニ・マハティール

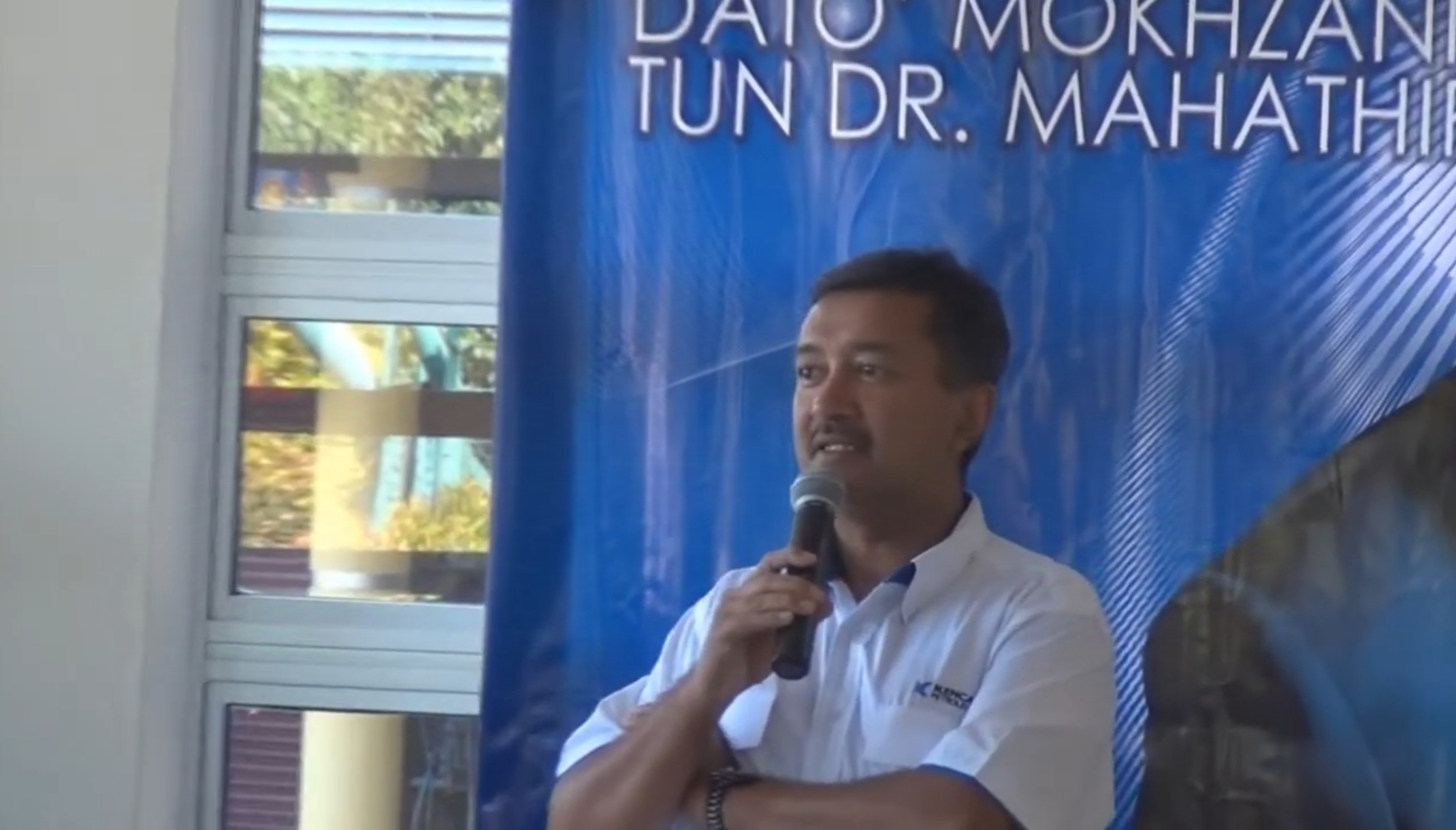
モクザニ・マハティール

モクザニ・マハティール（マレー語: Mokhzani Mahathir、1961年1月2日 - ）はマレーシアの実業家。石油エンジニアとして働き、石油装置製造業者・Kencana Petroleumを創設した。後にSapuraCrestと合併し、現在はサプラ・エナジーの名で事業を展開している。マレーシアの元首相・マハティール・ビン・モハマドの次男。
統一マレー国民組織の高官を務めていたが、その後政界から引退した。

## 来歴
弟のムクリズ・マハティールと同様に実業家で、統一マレー国民組織（UMNO）で活動し、一時青年団の財務担当者を務めたこともある。2006年時点で、ケダ州の選挙区で代議員を務めていたが、その後政治活動は休止している。2008年5月、Sungai Layar Hujung支部からUMNOを辞任した。
2019年6月、私的な理由によって、Opcom Groupのすべての役職から辞任した。

## 私生活
現在、実業家であるマスティサ・モハメド（Mastisa Mohamed）と結婚している。5人の子供を持ち、現在はクアラルンプールに居住している。